# Municipio de Wiscoy
El municipio de Wiscoy (en inglés: Wiscoy Township) es un municipio ubicado en el condado de Winona en el estado estadounidense de Minnesota. En el año 2010 tenía una población de 361 habitantes y una densidad poblacional de 3,91 personas por km².

## Geografía
El municipio de Wiscoy se encuentra ubicado en las coordenadas 43°53′25″N 91°39′36″O / 43.89028, -91.66000. Según la Oficina del Censo de los Estados Unidos, el municipio tiene una superficie total de 92.37 km², de la cual 92,37 km² corresponden a tierra firme y (0 %) 0 km² es agua.

## Demografía
Según el censo de 2010, había 361 personas residiendo en el municipio de Wiscoy. La densidad de población era de 3,91 hab./km². De los 361 habitantes, el municipio de Wiscoy estaba compuesto por el 97,51 % blancos, el 0,55 % eran amerindios, el 1,66 % eran asiáticos y el 0,28 % eran de una mezcla de razas. Del total de la población el 0,55 % eran hispanos o latinos de cualquier raza.